# Jacques Brinkman
Jacques Brinkman (ur. 26 sierpnia 1966 w Utrechcie) – holenderski hokeista na trawie. Trzykrotny medalista olimpijski.
Występował w pomocy. W reprezentacji Holandii debiutował w 1987. Brał udział w czterech igrzyskach (IO 88, IO 92, IO 96, IO 00), na trzech zdobywał medale: brąz w 1988 oraz złoto w 1996 i 2000. Z kadrą brał udział m.in. w mistrzostwach świata w 1990 i 1998 (tytuły mistrzowskie), 1994 (trzecie miejsce) oraz kilku turniejach Champions Trophy i mistrzostw Europy. W 337 spotkaniach zdobył 84 bramki.